# 田珍
田珍（1577年—？年），字子聘，號待溪，河南歸德府虞城縣人，明朝政治人物。

## 生平
丁酉河南鄉試二十二名舉人，萬曆三十八年庚戌科會試二百二十六名，第三甲第一百七十五名進士。兵部觀政，授山東冠縣知縣，四十三年本省同考，四十四年行取，四十六年考選，擬授山東道試御史。天啓元年（1621年）闰二月接替丁忧的袁化中巡按宣大。三年六月復除四川道监察御史，次月巡按江西，五年六月两浙巡盐，七年二月升大理寺左寺丞。

## 家族
曾祖田進，庠生；祖父田經；父田賓；前母裴氏；母高氏。妻張氏（封孺人）。兄田珙；田璉（庠生）；田瑞（廩生）。